# Smile (Jamala-album)
A Smile Jamala énekesnő kislemeze, mely 2010. november 23-án jelent meg a Moon Records gondozásában. A dallal a 2011-es Eurovíziós Dalfesztivál ukrán előválogatójában is próbálkozott az előadó 2011-ben, de Mika Newton és Zlata Ohnevics mögött csak a harmadik helyen végzett.

## Résztvevők
- Jamala – ének, zene, vokál
- Tatiana Skubashevska – szöveg
- Yevgeny Filatov – gyártó
- Eugene Filatov – producer

## Fordítás
- Ez a szócikk részben vagy egészben  a   Smile (пісня) című ukrán Wikipédia-szócikk fordításán alapul.  Az eredeti cikk szerkesztőit annak laptörténete sorolja fel. Ez a jelzés csupán a megfogalmazás eredetét és a szerzői jogokat jelzi, nem szolgál a cikkben szereplő információk forrásmegjelöléseként.